# 甘肅街玉器市場

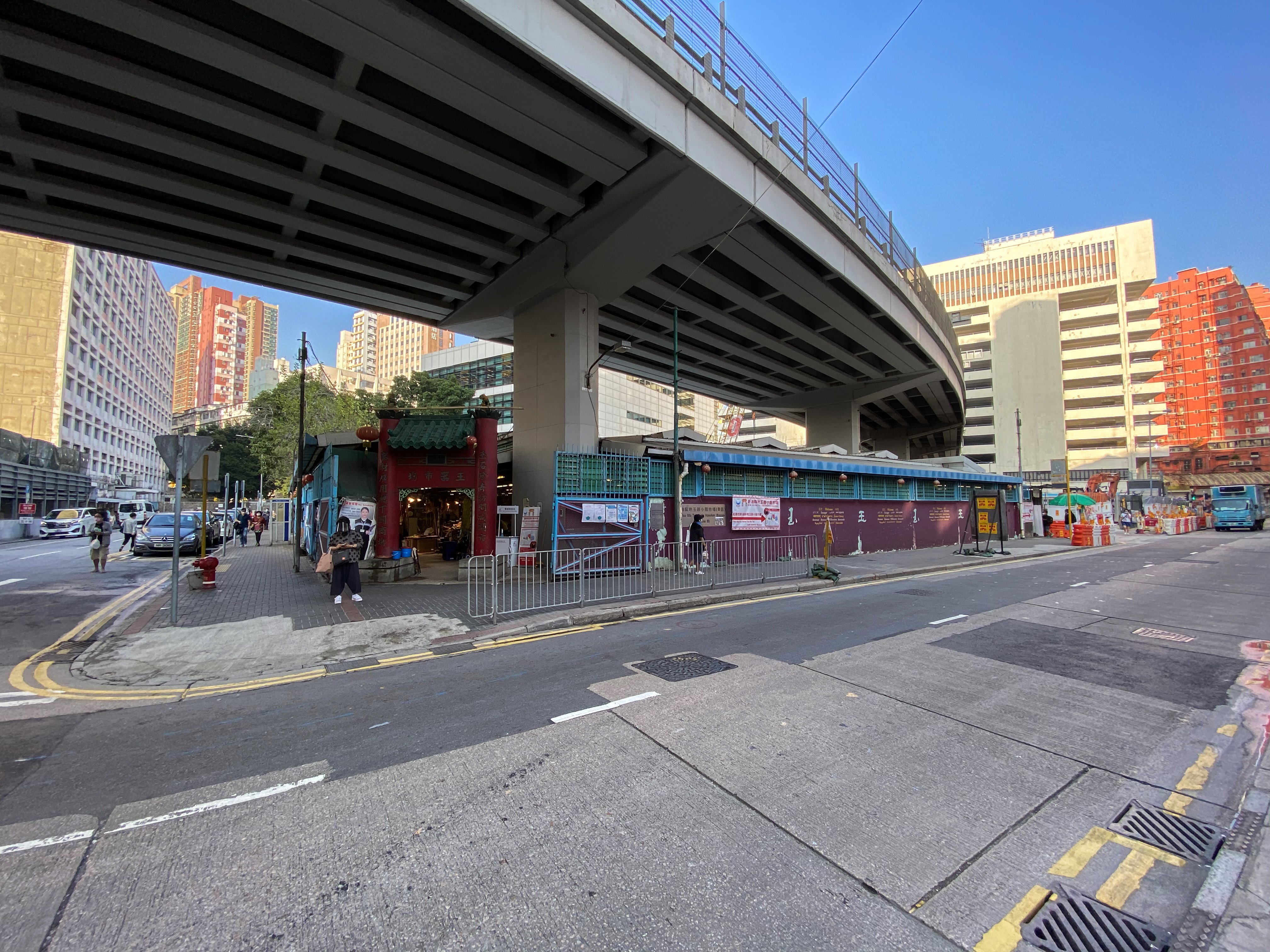
油麻地玉器市場

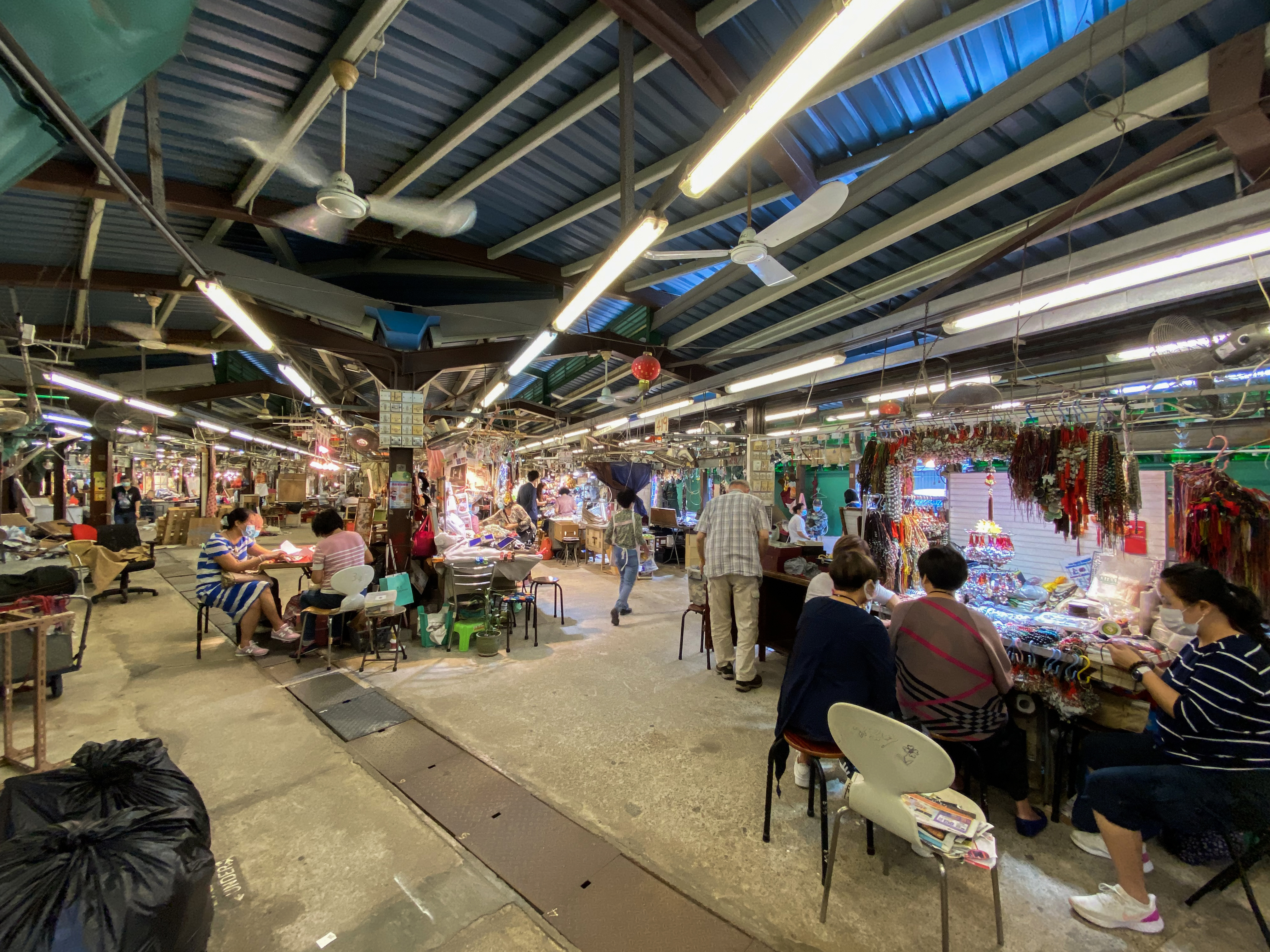
玉器市場內貌

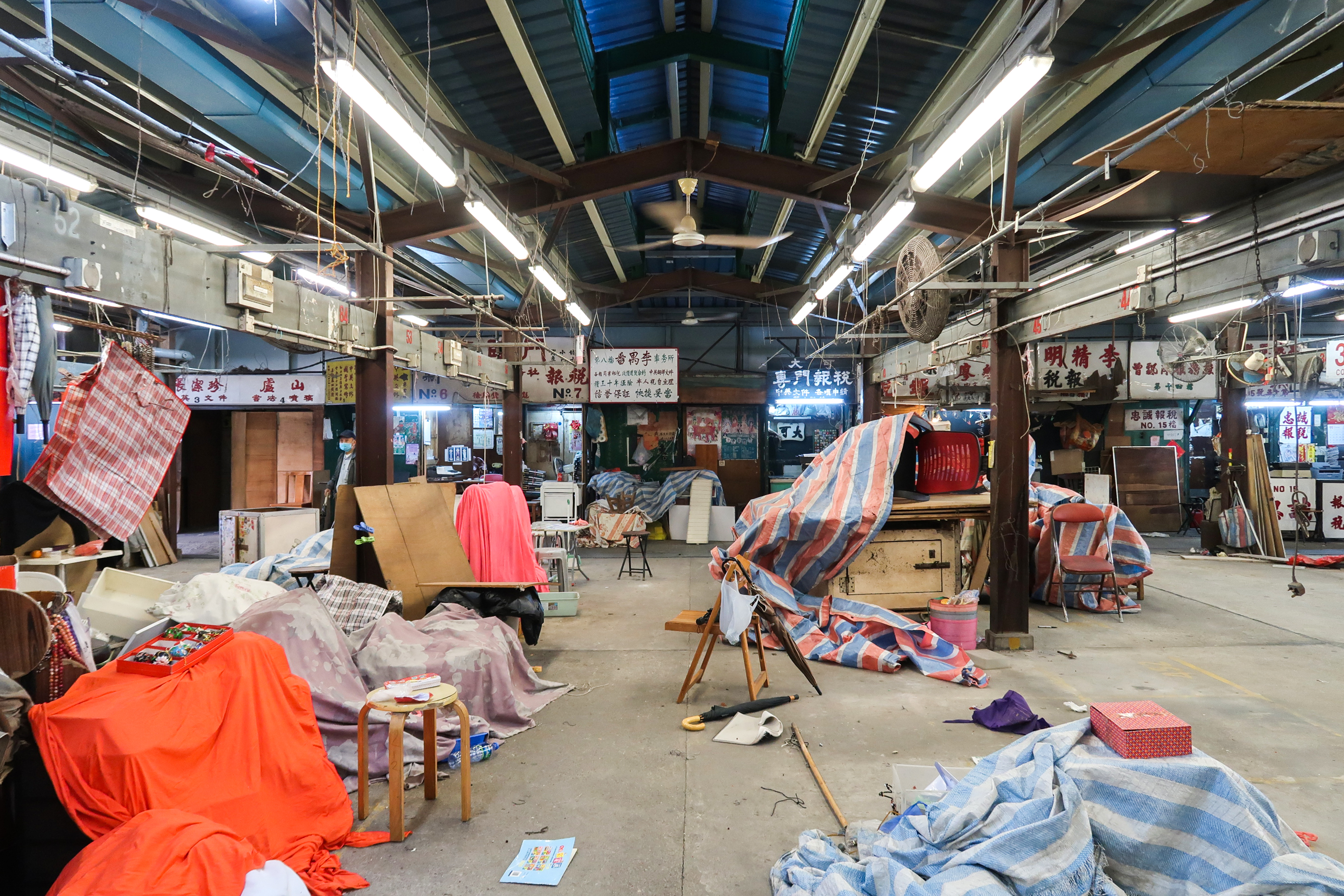
玉器市場內的一角全是寫信檔

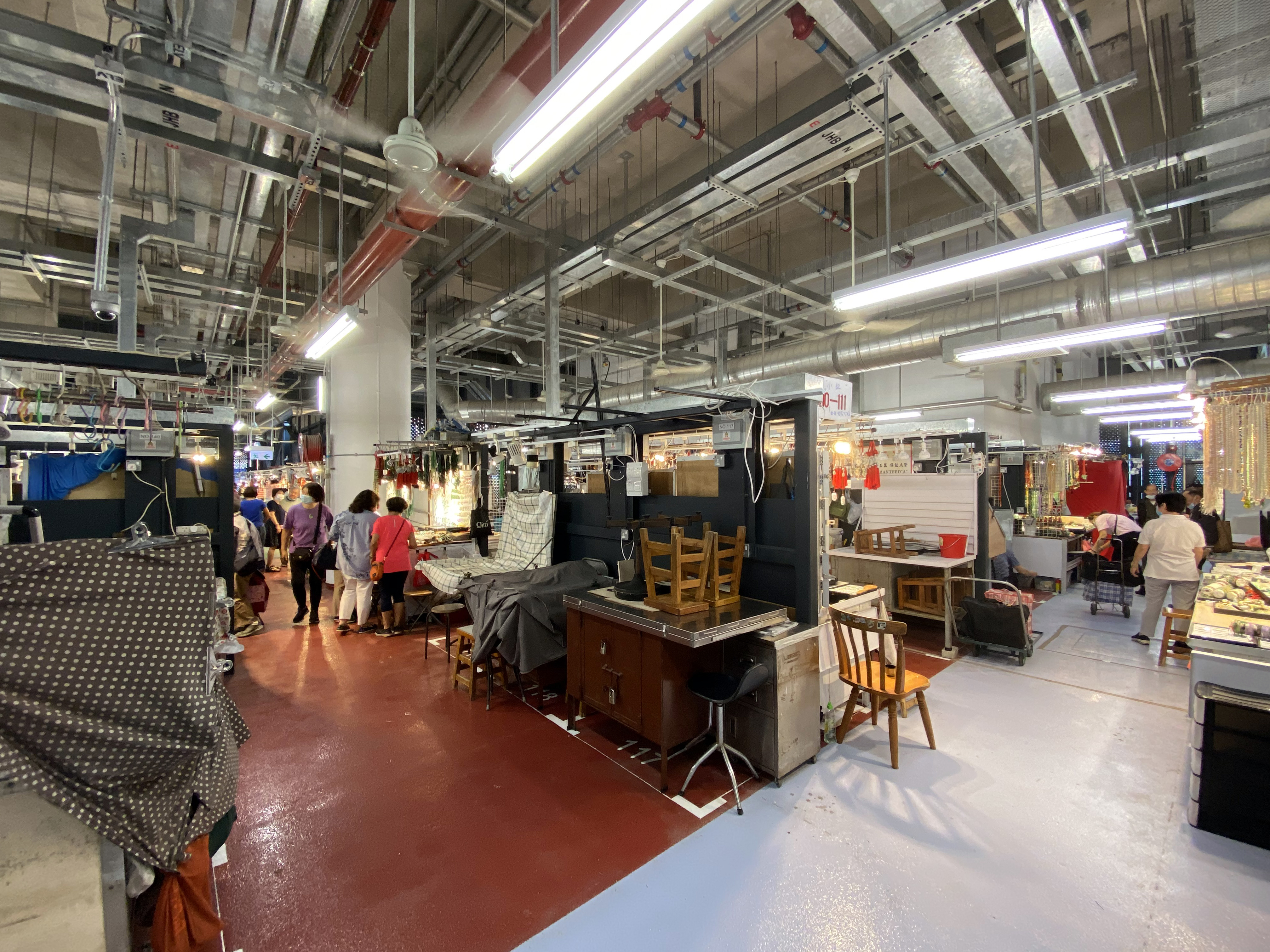
新玉器市場重置在綜合大樓地下，不過空間非常擠迫

油麻地玉器小販市場（英語：Yau Ma Tei Jade Hawker Bazaar），普遍稱甘肅街玉器市場，又稱油麻地玉器市場，一般簡稱玉器市場。是香港玉器和寶石交易的集中地，位於九龍油麻地甘肅街，夾在新填地街和炮台街之間。

## 歷史
1950年代初期，一批受國共內戰影響的玉器商人，從廣州移居到香港。他們原本是在廣州長壽路的玉器墟進行玉器交易，到了香港後，均集中在油麻地一段的廣東道開設玉器店舖。本來在1960年代初，玉器店少於10間，但到1970年，已發展至超過100間，散佈於佐敦道至西貢街的一段廣東道。1972年美國總統尼克遜訪華，掀起全球的「中國熱」，玉器銷量大增，玉器店舖一度超過300多個，成為香港的一個旅遊熱點。
1984年，當時的香港市政局以便於管理及改善交通為理由，在甘肅街以北及梁顯利社區服務中心以南的一塊空地(前身為一座俗稱「船屋」的戰前唐樓)，設立了全新的甘肅街玉器市場，提供約440個攤位。大部份中低檔的玉器店均遷往新市場，而廣東道一帶則仍保留小量出售高檔及名貴的玉石首飾為主的商店。
2006年12月，香港政府擬興建的中九龍幹線需要拆除甘肅街玉器市場，引起香港立法會不少議員不滿，最後否決了政府要求撥款研究的申請。
2020年年中，路政署宣佈為配合中九龍幹線工程，玉器市場連同油麻地停車場大廈將會清拆，搬遷至梁顯利油麻地社區中心旁邊的臨時綜合大樓側，鄰近油蔴地公共圖書館。檔主認為拆遷後影響旅客到訪，空間也非常擠迫。政府至今仍然未決定會否在原址重建玉器市場。

## 特色
甘肅街玉器市場由兩個相連的部份組成，東面場地有340個攤位，西面場地則有約100個攤位。其中在西面的場地又名為「報稅街」，有10多個代寫書信的攤位，提供中國書法、代寫中文及英文信件、填寫申請表格和報稅單等服務，在香港其他地方已難以找到。而其他攤位以販賣較廉價的玉器和寶石為主，包括翡翠、舊玉、青玉、瑪瑙、孔雀石、青金和珍珠等，也有首飾、收藏品、紀念品和玉石半製成品發售。該處貨品的價錢大眾化，價錢由數十元至數十萬港元不等。
鄰近一帶的廣東道亦集中了多家售賣玉石的店舖，所以又有「玉器街」之稱。

## 鄰近建築
- 油麻地警署
- 油麻地街市
- 油麻地停車場大廈
- 梁顯利油麻地社區中心

## 雜聞
- 2004年無綫電視劇集《翡翠戀曲》是以甘肅街玉器市場作為背景。

## 外部連結
- 甘肅街玉器市場 （页面存档备份，存于） U Travel香港旅遊